# Keditan
Keditan is een bestuurslaag in het regentschap Magelang van de provincie Midden-Java, Indonesië. Keditan telt 686 inwoners (volkstelling 2010).